# Alexander Lervik
Alexander Lervik, född 1972, är en svensk formgivare och möbeldesigner. 
Lervik har en examen från Beckmans designhögskola (1998). Hans designstudio är belägen på Södermalm i Stockholm och han är bland annat känd för soffan och fåtöljen Mr. Jones.
Han är son till skulptören Lena Lervik.